# Воробьёв, Яков Степанович (генерал)
Яков Степанович Воробьёв (21 марта 1900, деревня Малое Васильково, Тверская губерния — 1 апреля 1965, Москва) — советский военный деятель, Гвардии генерал-лейтенант (20.4.1945). Герой Советского Союза (6.4.1945).

## Биография

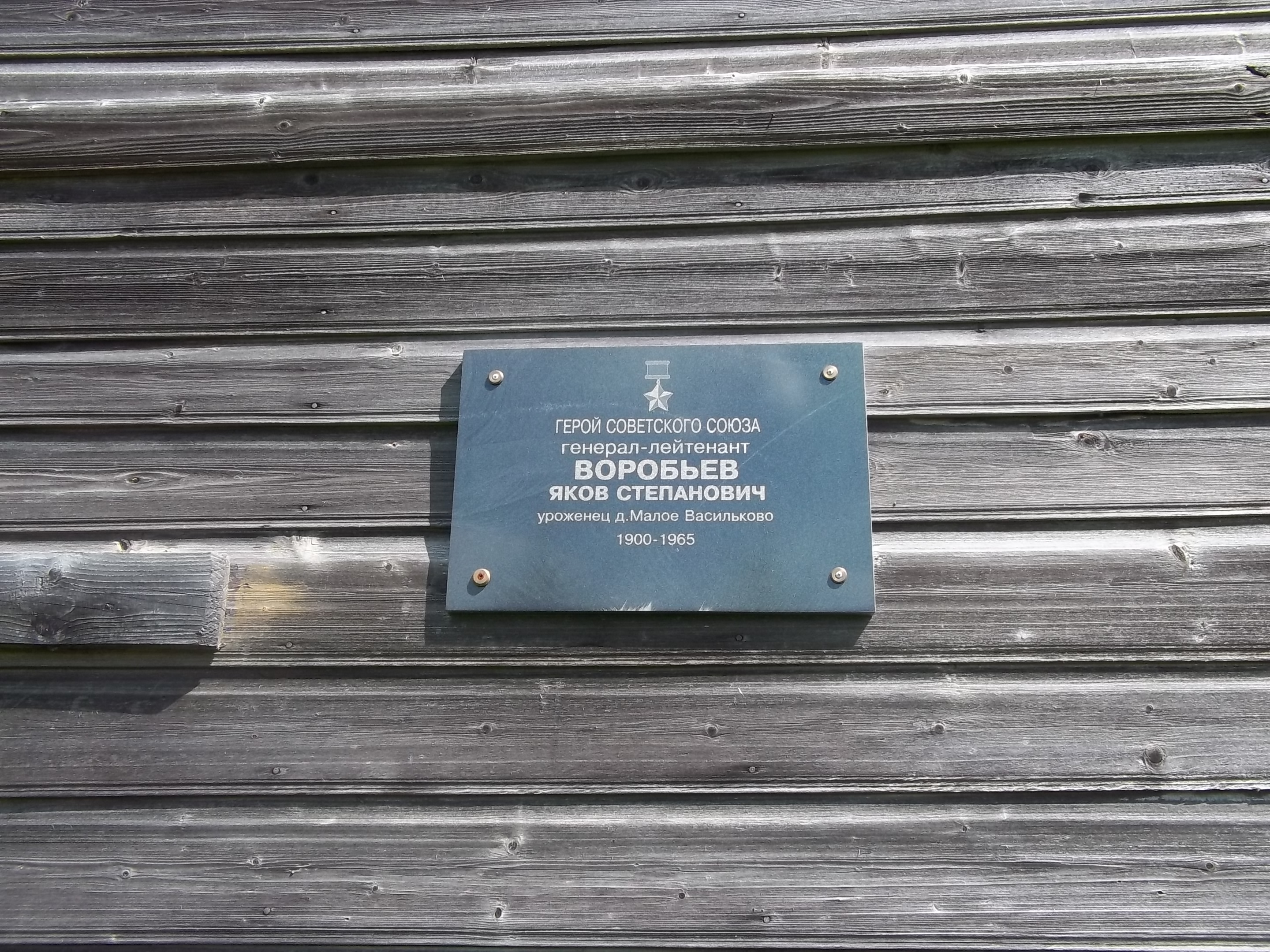
Памятная доска в деревне Борзыни Тверской области.

Яков Степанович Воробьёв родился 21 марта 1900 года в деревне Малое Васильково ныне Кувшиновского района Тверской области в семье крестьянина.
Окончил начальную школу, после чего работал в Петрограде подмастерьем портновского цеха при железнодорожных мастерских.

### Гражданская война
В августе 1917 года вступил в ряды Красной гвардии. Принимал участие в Октябрьской революции, в том числе в штурме Зимнего дворца, а также в подавлении вооружённого выступления Керенского — Краснова, когда войска под руководством Керенского наступали на Петроград.
В феврале 1918 года вступил в ряды Красной Армии красноармейцем 3-го стрелкового батальона на границе с Финляндией. С осени 1918 — красноармеец 3-го стрелкового полка Петроградской отдельной стрелковой бригады, принимал участие в отражении наступления армии Н. Н. Юденича на Петроград, в боевых действиях был ранен и контужен.
В 1919 году вступил в ряды РКП(б).
В июле 1919 года был направлен красноармейцем в 4-м запасной полк, дислоцированный в Твери, а в марте 1920 года — на учёбу на 8-е Тверские кавалерийские курсы, после окончания которых с февраля 1921 года служил на 20-х Екатеринбургских кавалерийских курсах на должностях командира взвода и заведующего клубом.

### Межвоенное время
В сентябре 1921 года Воробьёв был назначен на должность начальника хозяйственной команды 25-х Троицких кавалерийских курсов, а в июне 1922 года — на должность помощника командира эскадрона 24-х Уфимских кавалерийских курсов. В июле того же года был направлен на учёбу в Омскую высшую военную объединенную школу, после окончания которой в декабре был направлен на повторные окружные командные курсы Сибирского военного округа, после окончания которых с февраля 1923 года служил на должности командира взвода и временно исполняющего должность командира отдельного эскадрона 29-й стрелковой дивизии, дислоцированной в Омске, в апреле — на должность командир эскадрона в составе 79-го и 80-го кавалерийских полков 7-й и 8-й кавалерийских бригад (Среднеазиатский военный округ), а в сентябре — на должность командира взвода 3-х Омских кавалерийских курсов.
В сентябре 1927 года был направлен на учёбу на кавалерийские курсы усовершенствования командного состава в Новочеркасске, после окончания которых в сентябре 1928 года был назначен на должность помощника начальника штаба 79-го кавалерийского полка 7-й кавалерийской бригады (Среднеазиатский военный округ), после чего принимал участие в подавлении басмачества в Туркестане.
С августа 1929 года служил в 39-м кавалерийском полку (7-я кавалерийская дивизия, Белорусский военный округ), дислоцированном в Минске, на должности помощника начальника и временно исполняющим должность начальника штаба полка.
В сентябре 1931 года был назначен на должность помощника начальника 1-й части, затем — на должность начальника 1-го отделения штаба 7-й кавалерийской дивизии, а в апреле 1932 года — на должность начальника штаба 38-го кавалерийского полка.
В апреле 1933 года Воробьёв был направлен на учёбу в Военную академию имени М. В. Фрунзе, после окончания с ноября 1936 года состоял в распоряжении Разведывательного управления РККА и в 1938 году был назначен военным советником в Китае. После возвращения в СССР в декабре 1939 года Воробьёв был назначен на должность преподавателя кафедры конницы Военной академии имени М. В. Фрунзе, а затем — на должность начальника штаба 1-й стрелковой дивизии (Московский военный округ).

### Великая Отечественная война
С началом войны Воробьёв находился на прежней должности и участвовал в организации народного ополчения в Москве.
В декабре 1941 года был назначен на должность начальника штаба 238-й стрелковой дивизии (Западный фронт), с января 1942 года исполнял должность командира 141-й стрелковой дивизии (Московский военный округ), а с мая того же года находился в распоряжении Военного совета Западного фронта.
В июне 1942 года был назначен на должность командира 97-й стрелковой дивизии, которая отличилась в ходе оборонительных боевых действий на жиздринском направлении. В феврале 1943 года командовал дивизией в ходе прорыва укреплённой обороны противника, форсировании реки Жиздра, а также в захвате плацдарма на её правом берегу. За успешные действия 9 апреля 1943 года дивизия была преобразована в 83-ю гвардейскую, а Яков Степанович Воробьёв был награждён орденом Суворова 2 степени.
С июля по август 1943 года дивизия под командованием Воробьёва принимала участие в Орловской наступательной операции, в ходе которой она, перейдя в наступление, прорвала оборону противника и наряду с другими соединениями прошла с боями более 70 километров, за что Воробьёв был награждён орденом Кутузова 2 степени.
В декабре 1943 года 83-я гвардейская стрелковая дивизия принимала участие в ходе Городокской наступательной операции, во время которой освободила город Городок. За отличие в этой операции дивизия была награждена орденом Красного Знамени и ей было присвоено почётное наименование «Городокская», а Яков Степанович Воробьёв был награждён орденом Красного Знамени.
В январе 1944 года Воробьёв был назначен на должность командира 16-го гвардейского стрелкового корпуса, который принимал участие в ходе Минской и Вильнюсской наступательных операциях, во время которых корпус, ведя наступление в условиях лесисто-болотистой местности, прошёл до 200 километров, форсировал реку Березина, а также освободил населённые пункты Зембин и Радошковичи в Минской области. За успешные действия в этих операциях Воробьёв был награждён орденом Богдана Хмельницкого 2 степени.
3 августа 1944 года был назначен на должность командира 62-го стрелкового корпуса, который во время Каунасской операции освободил город Вилкавишкис. За мужество и героизм, проявленные личным составом корпуса при прорыве обороны противника и форсировании реки Неман, ему было присвоено почётное наименование «Неманский».
В январе 1945 года корпус принимал участие в Варшавско-Познанской наступательной операции, во время которой корпус прорвал сильно укреплённую оборону противника на левом берегу реки Висла, после чего, наступая с Пулавского плацдарма, расположенного южнее Варшавы, в направлении Шидловец — Опочно — Калиш, прошёл с боями более 700 километров, выйдя к Одеру, который в начале февраля 1945 года сходу форсировал, после чего захватил плацдарм на левом берегу и перешёл к обороне.
Указом Президиума Верховного Совета СССР от 6 апреля 1945 года за образцовое выполнение боевых заданий командования на фронте борьбы с немецко-фашистскими захватчиками и проявленные при этом мужество и героизм генерал-майору Якову Степановичу Воробьёву присвоено звание Героя Советского Союза с вручением ордена Ленина и медали «Золотая Звезда» (№ 6447).
В апреле 1945 года корпус наряду с другими соединениями во время Берлинской наступательной операции принимал участие в разгроме противника юго-восточнее Берлина и ко 2 мая вышел к реке Эльба западнее города Цербст, где встретился в американской армией, за что Яков Степанович Воробьёв был награждён орденом Суворова 2 степени.

### Послевоенная карьера

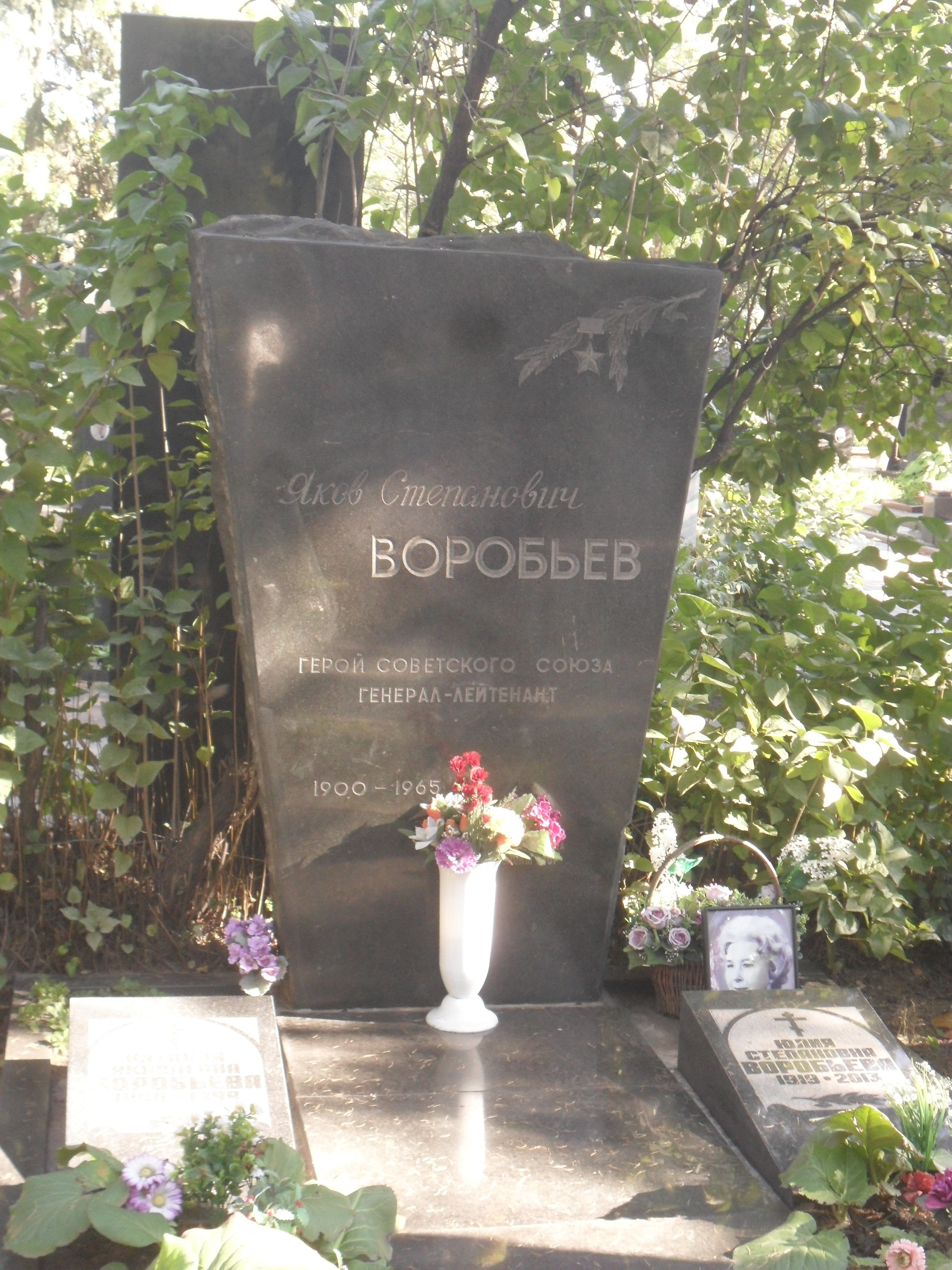
Могила Воробьёва на Новодевичьем кладбище Москвы.

В августе 1945 года Воробьёв был назначен на должность командира 40-го гвардейского стрелкового корпуса в Группе советских оккупационных войск в Германии, а в марте 1946 года передислоцировал корпус в Воронеж, где он вошёл в состав Московского военного округа. В июне 1947 года был переведён на службу в Управление высших военно-учебных заведений Советской Армии, там он занимал должность начальника 9-го отдела (военных училищ). В августе 1948 года был назначен на должность начальника 8-го отдела (учебников и учебных пособий), а с ноября 1949 года исполнял обязанности заместителя начальника этого управления по научно-исследовательской работе.
В декабре 1952 года был направлен на учёбу на Высшие академические курсы при Высшей военной академии имени К. Е. Ворошилова, после окончания которых в марте 1954 года был назначен на должность заместителя главного военного советника — советника помощника начальника Казарменной народной полиции ГДР по обучению, а в декабре 1956 года — на должность заместителя начальника Уставного управления Сухопутных войск.
Генерал-лейтенант Яков Степанович Воробьёв в августе 1959 года вышел в отставку. Умер 20 марта 1965 года в Москве. Был похоронен на Новодевичьем кладбище (участок 6).

## Награды
- медаль «Золотая Звезда» (06.04.1945);
- два ордена Ленина (21.02.1945, 06.04.1945);
- пять орденов Красного Знамени (1938, 02.01.1942, 29.02.1942, 03.11.1944, 20.06.1949);
- два ордена Суворова 2 степени (09.04.1943, 29.05.1945);
- орден Кутузова 2 степени (27.08.1943);
- орден Богдана Хмельницкого 2 степени (04.07.1944);
- медали[3].

## Память
На родине Я. С. Воробьёва на здании музея в селе Борзыни в его честь установлена мемориальная доска.